# Lübecker Totentanz
Der Lübecker Totentanz war ein Bilderzyklus in der Lübecker Marienkirche von 1463. Er wurde 1701 durch eine Neufassung ersetzt, diese wurde 1942 zerstört. Der Lübecker Totentanz gehörte zu den bekanntesten und wirkmächtigsten Darstellungen seiner Art.

## Mittelalterlicher Totentanz von 1463

### Beschreibung

#### Allgemeines

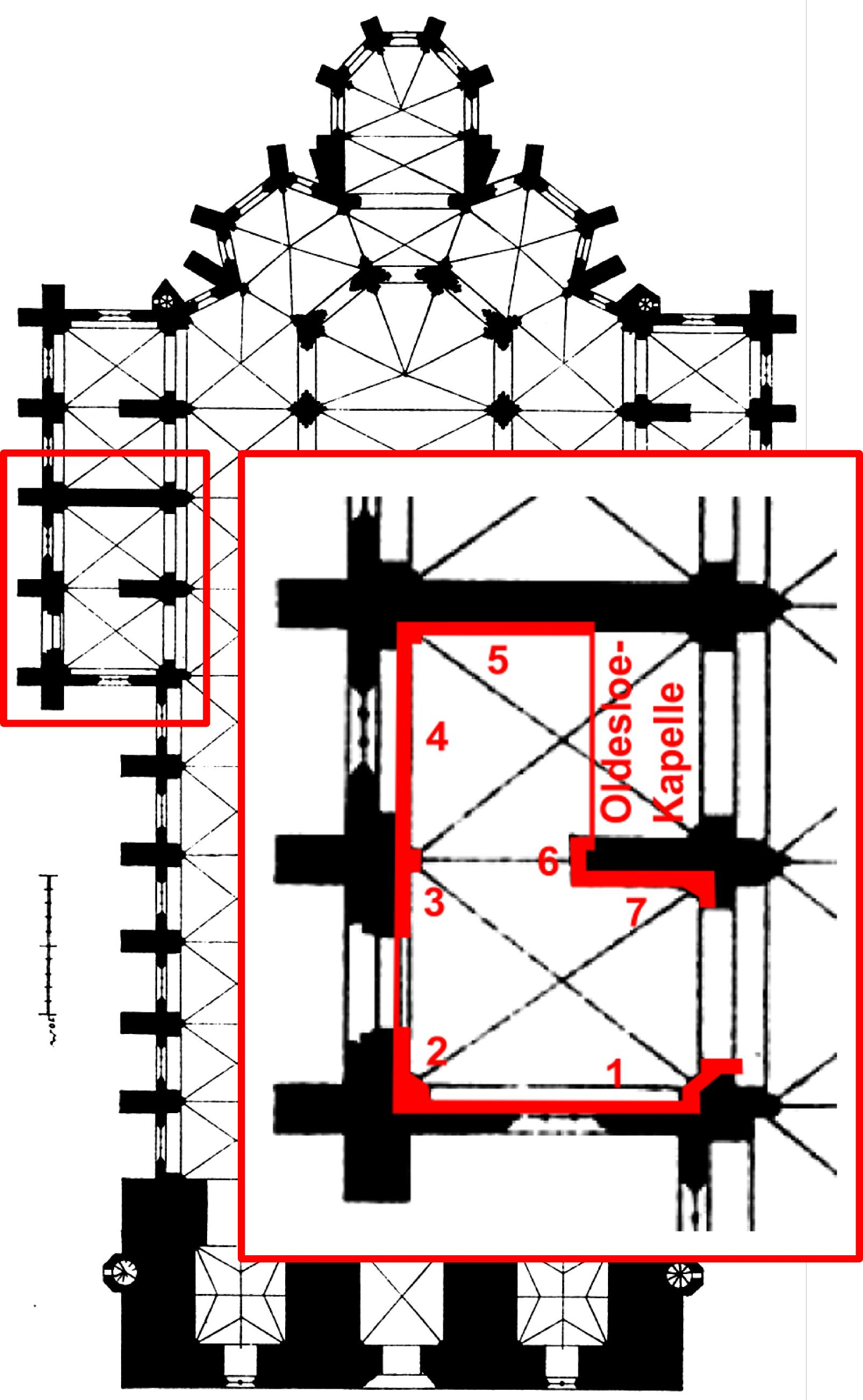
Lage des Totentanzes von 1701 in der Marienkirche

Die mittelalterliche Darstellung war ein etwa 30 Meter langer und 1,90 Meter hoher Gemäldefries auf Leinwand.
Er zeigte 2 mal 12 Paare in Lebensgröße – jeweils eine Todesfigur und eine Standesfigur in hierarchischer Abfolge der Ständegesellschaft.
Es ist keine Abbildung erhalten. Ein Ausschnitt eines Totentanzes in der Nikolaikirche in Tallinn vom gleichen Maler (als eigenständiges Werk oder Fragment aus Lübeck?) vermittelt eine Vorstellung von der Gestaltung des Lübecker Werkes.
Unter den Bildern waren Reimverse in mittelniederdeutscher Sprache aufgeschrieben. Diese sind in einer Abschrift erhalten. Darin spricht jeweils die Person den Tod an. Dieser antwortet und wendet sich dann im letzten Vers dem nächsten „Tanzpartner“ zu.
Der Zyklus befand sich oberhalb des Gestühls in einer Beichtkapelle im nördlichen Querschiff, der Totentanzkapelle.

#### Bilderfolge

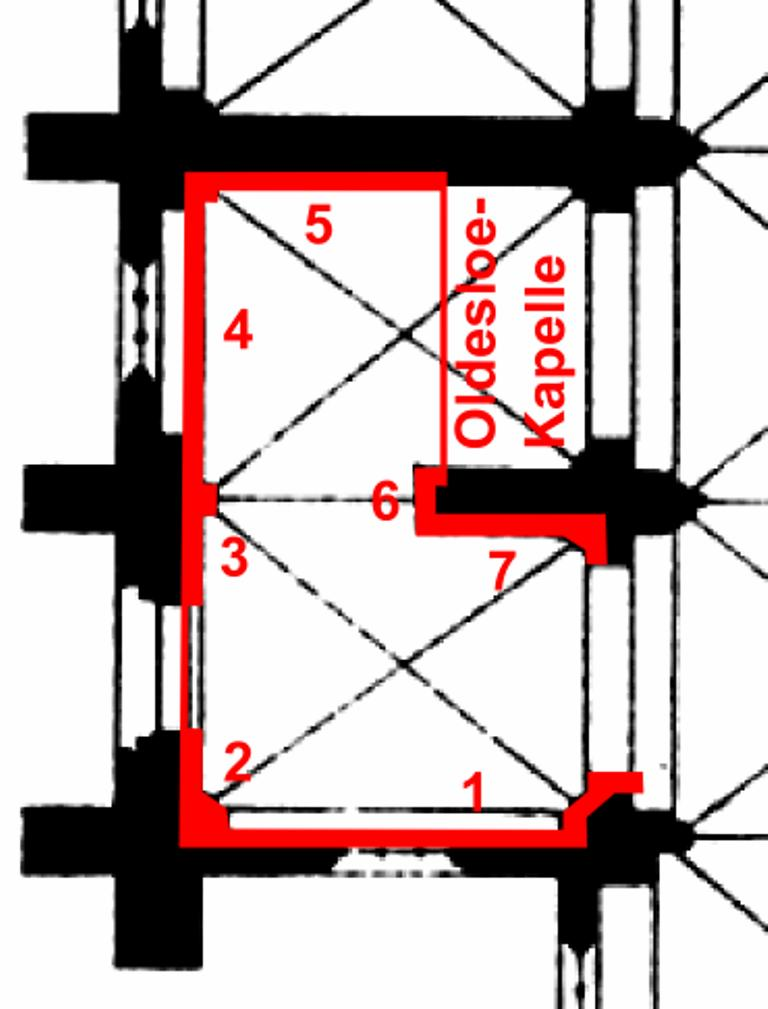
Verteilung des Totentanzes in der Kapelle

Der Reigen begann mit dem Papst, gefolgt vom Kaiser und der Kaiserin (einer von zwei weiblichen Figuren), dem Kardinal und dem König (an der Westwand: 1).

An der Nordwand folgten der Bischof (2), der Herzog (1799 bei Erweiterung des Nordportals entfernt), der Abt und der Ritter (3).

Die eindrucksvollste Figurenfolge bestand aus Kartäusermönch, Edelmann (seit 1701: Bürgermeister), Domherrn, Bürgermeister (seit 1701: Edelmann) und Arzt vor der Silhouette der Stadt Lübeck (4).

Es folgten an der Ostwand Wucherer, Kaplan, Kaufmann (seit 1701: Amtmann), Küster, Amtmann (im Sinne von: Mitglied eines Amtes, Handwerker; seit 1701: Kaufmann) (5).
Nach einer Unterbrechung durch die heute nicht mehr vorhandene Oldesloe-Kapelle erschienen an der Nordwand des massiven Querschiff-Mittelpfeilers Klausner und Bauer (6).

Den Abschluss bildeten an der Westseite des Pfeilers, dem Anfang gegenüber, ein junger Herr, ein junges Mädchen und schließlich das Kind in der Wiege (7).
Bis auf die Abschlusswand wechselten sich geistlicher und weltlicher Stand ab – Arzt und Küster zählen dabei zu den geistlichen Standespersonen.

### Geschichte

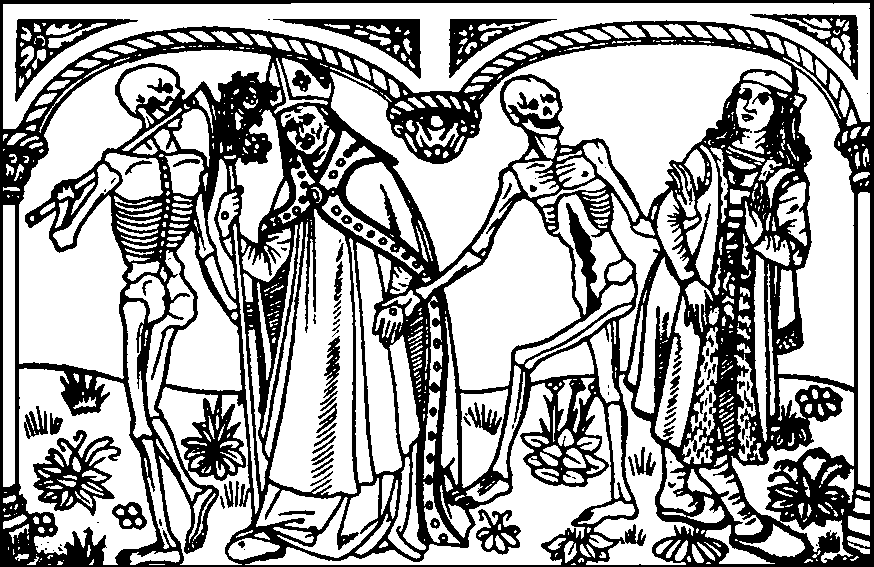
Totentanz in Paris von 1424/25

Auf dem Zyklus war die Jahreszahl MCCCCLXIII = 1463 verzeichnet. Da es in Lübeck 1464 eine größere Pestepidemie gab, ist das Entstehungsjahr etwas unsicher.
Der Totentanz als Reigen von Personen verschiedener Stände und Herkünfte ist erstmals vom Cimetière des Innocents in Paris von 1424/25 bekannt.
Das Lübecker Werk wird Bernt Notke zugeschrieben und auf eine mittelniederländische Vorlage zurückgeführt.
1475 wurde eine Orgel in die Kapelle eingebaut. Dafür wurde eine Teil der Leinwand entfernt. Ein Teilstück mit genau diesen Motiven gelangte um 1480 nach Reval (Tallinn) im Baltikum. Es ist unsicher, ob dies das Lübecker Teilstück oder ein anderes Werk war.

## Neufassung von 1701

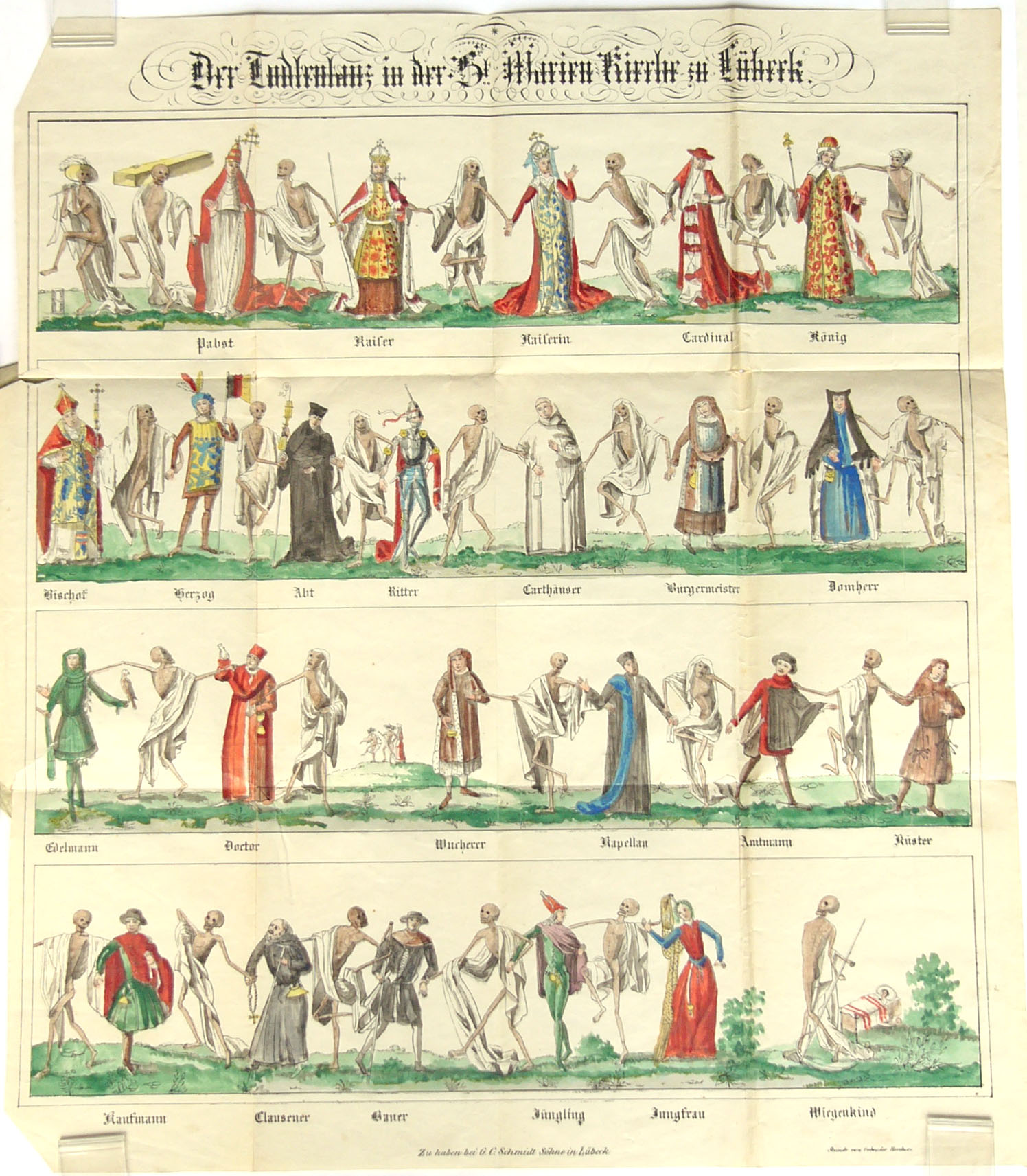
Aus einem Prospekt anno 1842 entnommen: Ausführliche Beschreibung und Abbildung des Todtentanzes in der St. Marien-Kirche zu Lübeck. käuflich zu erwerben beim Küster, Mengstraße 206. Das Bild nach der Kopie 1701 von Anton Wortmann

1701 war der Totentanz in einem so schlechten Zustand, dass sich die Verantwortlichen der Marienkirche entschlossen, statt einer weiteren Reparatur das Gemälde komplett kopieren zu lassen. Gleichzeitig wurden die nicht mehr verständlichen und nur noch zum Teil lesbaren mittelniederdeutschen Verse durch hochdeutsche Reime ersetzt. Vorher schrieb der Pastor und Polyhistor Jacob von Melle die zu diesem Zeitpunkt noch erhaltenen Verse „zum Gedächtnis, und dem Alterthum zu Ehren“ ab und erhielt sie so der Nachwelt. Der Kirchenmaler Anton Wortmann schuf die Kopie der Figuren, während der Präzeptor am Waisenhaus zu St. Annen Nathanael Schlott die neuen hochdeutschen Verse als barocke Alexandriner konzipierte. Dabei erhielten die Verse auch Überschriften, die die jeweiligen Sprecher kennzeichneten. Im Gegensatz zum alten Dialog war es nun der Tod, der jeweils die Personen ansprach.
Außerdem gab es offenbar zwei Umstellungen: Zum einen wurden aufgrund eines Missverständnisses des mittelniederdeutschen Wortes Amtmann (das so viel wie Handwerker bedeutet) die Beschriftungen dieser Figur und des Kaufmanns vertauscht. Politischen Gründen, nämlich einem gewachsenen Selbstbewusstsein des Stadtpatriziats verdankte sich die andere Umstellung, in der Edelmann und Bürgermeister ihre Plätze tauschten, was den Bürgermeister um zwei Plätze in der sozialen Hierarchie aufrücken ließ.
1799 wurde das Nordportal der Marienkirche vergrößert. Dieser Baumaßnahme fielen der Herzog und der ihm vorausgehende Tod zum Opfer.
Trotz seines Charakters als Neufassung war der Totentanz berühmt und wurde mehrfach abgebildet. Der Brite Thomas Nugent berichtete darüber in seinen Travels through Germany (1768).
1783 gab Ludwig Suhl, zu dieser Zeit Lehrer am Katharineum sowie Leiter der Stadtbibliothek, eine Reihe von acht Kupferstichen mit dem Totentanz und beiden Versüberlieferungen heraus.
1853 reinigte Carl Julius Milde den Totentanz und fertigte bei dieser Gelegenheit Ansichten an, die 1866 als Lithographien zusammen mit einem Text des Historikers und Bibliothekars Wilhelm Mantels herausgegeben wurden. Dies war der Beginn einer historisch-kritischen Beschäftigung mit dem Kunstwerk und seiner Überlieferung. Mantels erkannte als erster die Ungereimtheiten in der Wiedergabe der mittelniederdeutschen Verse bei von Melle und stellte dazu Überlegungen an, die in der Mehrzahl bis heute akzeptiert sind.
Zu Beginn des Zweiten Weltkriegs hatte man die Kapelle und den Totentanz mit einer massiven Holzverschalung gegen Sprengbombeneinwirkung gesichert, jedoch nicht bedacht, dass dies gegen Brandbomben nicht nur nichts helfen, sondern die Zerstörung dadurch sogar befördert würde. So verbrannte der Totentanz beim britischen Bombenangriff auf Lübeck in der Nacht zum Palmsonntag 1942 vollständig. Eine genauere Vorstellung vermittelt heute nur noch die Fotodokumentation des Lübecker Fotografen Wilhelm Castelli.
Zwei von Alfred Mahlau 1955/56 gestaltete Fenster in der Kapelle erinnern heute an dieses untergegangene Kunstwerk.

## Das Fragment in Tallinn

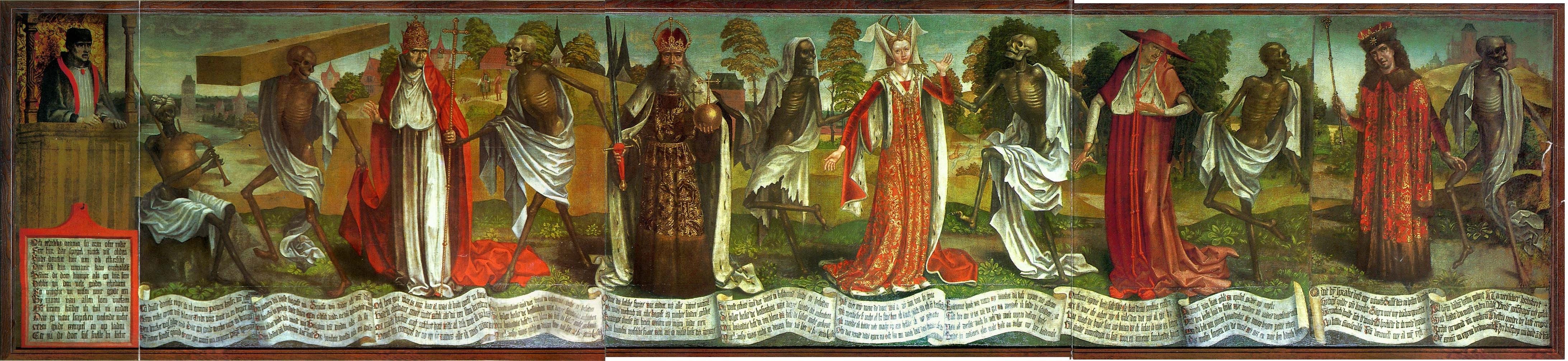
Notkes Totentanz-Fragment in Tallinn (Nikolaikirche)

In der Nikolaikirche von Reval/Tallinn ist das Fragment (ca. 1/4) eines gleichartigen Totentanzes mit heute noch 13 Figuren erhalten. Die Forschung hat lange darum gestritten, ob es sich dabei um einen Ausschnitt, ein Fragment des originalen Lübecker Totentanzes handelt (so die These von Carl Georg Heise, 1937). Heute hat sich jedoch als Konsens durchgesetzt, dass dies das Fragment einer späteren (um 1500), für Tallinn angefertigten, eigenhändigen Replik Notkes ist.
Seit Mitte der 1980er Jahre ist dieser Totentanz wieder in der Antoniuskapelle der Nikolaikirche aufgestellt.

## Rezeption und Adaption

### Musik
- Hugo Distler, Komponist und Kirchenmusiker komponierte den Totentanz op. 12 Nr. 2 als Motette für vierstimmigen Chor a cappella und Sprecher anhand einer Übertragung von Johannes Klöcking und Versen von Angelus Silesius unter dem Eindruck des Lübecker Totentanzes (Uraufführung am 29. September 1934 in der Katharinenkirche, dann in Kassel)
- Walter Kraft: Lübecker Totentanz. Ein geistliches Spiel vom Tod, mit tanzenden Gestalten nach dem alten Gemälde-Fries von St. Marien. 1954.[4]

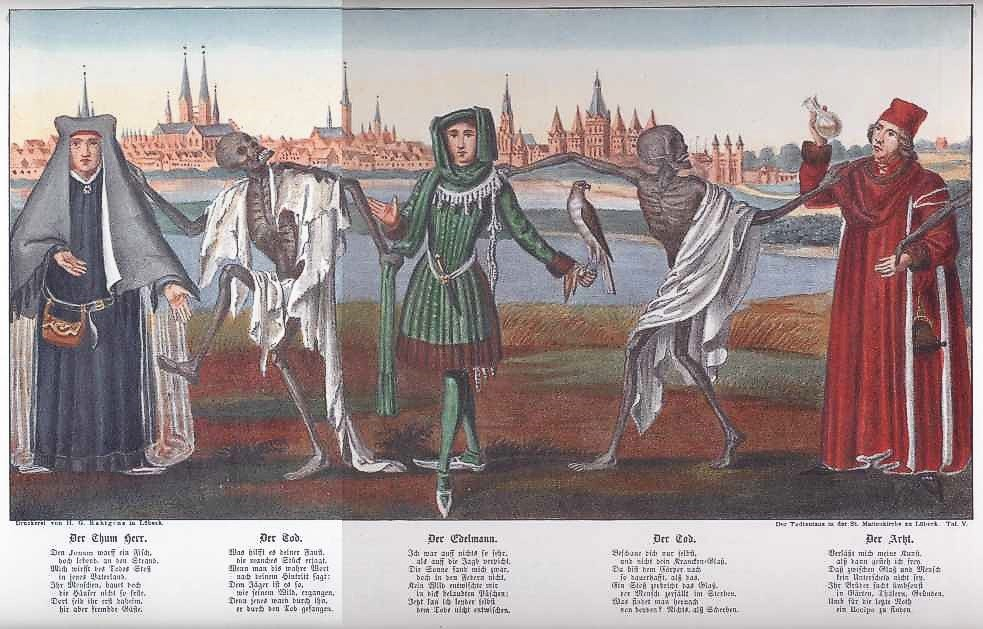
Detail einer Abzeichnung des Totentanzes durch Carl Julius Milde von 1852 mit Domherr, Edelmann und Arzt vor der Silhouette Lübecks

- Yngve Jan Trede (1954) und Hans-Ola Ericsson (2009) schrieben Bühnenmusik zu Hans Henny Jahnns Schauspiel Neuer Lübecker Totentanz.
- Thomas Adès: Welt-Uraufführung seines symphonischen Konzerts Totentanz für Orchester und 2 Singstimmen (Mezzosopran und Bariton) am 17. Juli 2013 anlässlich der BBC Proms in der Royal Albert Hall, London, UK unter Verwendung der von Jacob von Melle aus dem 15. Jhdt. überlieferten und durch Nathanael Schlott vermutlich 1701 in hochdeutscher Sprache nachgedichteten Originalverse des Totentanzes der Lübecker St. Marienkirche.[5] 2021 schuf der niederländische Regisseur Wim Trompert zur Musik von Thomas Adès den Trickfilm Totentanz (animation film)[6]

### Theater
- Hans Holtorf: Totentanz, (1923–1925), Theateradaption im expressionistischen Stil

### Malerei und Grafik
- Herwig Zens: Der Neue Lübecker Totentanz. Eine „Paraphrase“
- Tympanonfenster von Markus Lüpertz
- Aloys Ohlmann: 14 Serigrafien Kirchzartener Totentanz zum Lübecker Totentanz von Hugo Distler von Aloys Ohlmann

Im weiteren Sinn gehört dazu auch Horst Janssens Hommage à Tannewetzel, die er zur Vorstellung des Buches von Joachim Fest Der tanzende Tod schrieb und am Neujahrstag 1986 in der Marienkirche vor 3000 Zuhörern als Rede über den Freund Hein hielt.

### Video/Film
- In dem NS-Propagandafilm Die Degenhardts (1944) kommt der Lübecker Totentanz prominent vor.
- Eckhard Blach: Der Tanz mit dem Tod (1987).
- Herbert Link: Der mit dem Tod tanzt
- Wim Trompert: Totentanz (animation film) (2021)[7]

### 20. Jahrhundert
- Einer der folgenschwersten  Impfzwischenfälle der Medizingeschichte im Jahre 1930 wurde vereinzelt auch Lübecker Totentanz genannt.